# Pachycephala nudigula
Sibilante-das-flores ou assobiadeira-degolada (Pachycephala nudigula) é uma espécie de ave da família Pachycephalidae.
É endémica da Indonésia.
Os seus habitats naturais são: florestas secas tropicais ou subtropicais , florestas subtropicais ou tropicais húmidas de baixa altitude e regiões subtropicais ou tropicais húmidas de alta altitude.